# 幼児虐殺 (ブリューゲル)
『幼児虐殺』（ようじぎゃくさつ、仏: Le Massacre des innocents, 英: Massacre of the Innocents）は、ピーテル・ブリューゲルが1565年 - 1567年頃に描いた絵画。『嬰児虐殺』、『ベツレヘムの嬰児虐殺』とも。ロンドンにあるハンプトンコート王室コレクションに所蔵されている。

## 作品
画面前景の右端では、馬に乗った騎士の命令によって、兵士たちが扉を開けようと奮闘している。長い槍を手にした人物が足で蹴破ろうしている一方で、その横には抱えた丸太で扉を壊そうとする男性が描かれている。その後ろでは、樽を踏み台にして窓から家屋に侵入しようとする兵士たちが描かれている。前景左側では、赤い衣装を身にまとい羽根帽子をかぶった、身分の高そうな男性が、馬に乗りながら顔をこちらに向けている。この人が、この場の陣頭指揮をとる最重要人物であるものと考えられる。
画面の中景では、派手な羽根帽子をかぶった伝令が乗った馬を、村人らが取り囲んで行く手を阻み、切実な面持ちで伝令に何かを訴えかけている。伝令の鎧の胸当てには、ハプスブルク家の紋章である〈双頭の鷲〉が描かれている。伝令は、訴えを受け入れることはできないとでもいうように、首をすくめている。周辺では、騎士や兵士たちが長い槍で、イノシシや鶏、ガチョウなどを刺し殺そうとしている。遠景の中央では、馬に乗った甲冑姿の騎士たちが群れをなしている。彼らは村人たちの逃げ道をふさごうとしているものと思われる。
実は、ブリューゲルはもともと、ベツレヘムに新しい王が生まれたと聞かされたヘロデ大王が、ベツレヘムやその近辺で生まれた2歳以下の男の子をひとり残らず殺してしまえと命じたという『マタイ伝』の逸話を描き出していた。しかし、後年になって、幼児たちは動物や家財道具などに描き変えられたのである。舞台だけは画家の故郷であるネーデルラントとなっているが、これは『ベツレヘムの人口調査』などと同じ手法である。